# Knights of Cydonia
Knights of Cydonia är en låt av det engelska rockbandet Muse. Låten är den sista på albumet Black Holes and Revelations och den släpptes som singel i USA 2006. Enligt Muse själva försökte man göra låten på ett sådant sätt att den skulle uppfattas som en visuell historia hos lyssnaren. 
Enligt Matt Bellamy handlar låten om riddare som krigar på planeten Mars, men i musikvideon framhävs också de påtagliga westerninfluenser som präglar låten. För att göra låten så visuell som möjligt skapade Muse ett trum-beat och en basgång som låter precis som en galopperande häst medan texten går i samma tema med rader som "Come ride with me through the veins of history, I'll show you how God falls asleep on the job".

## Övrigt
- Cydonia i låtens namn är en region på planeten Mars.
- Knights of Cydonia finns med på spelet Guitar Hero 3.
- Den 26 januari 2008, presenterades "Knights of Cydonia"  som nummer ett i Australiens 2007 Triple J Hottest 100. Låten var också rankad # 18 i Triple J Hottest 100 genom tiderna, 2009.